# Pehuenche

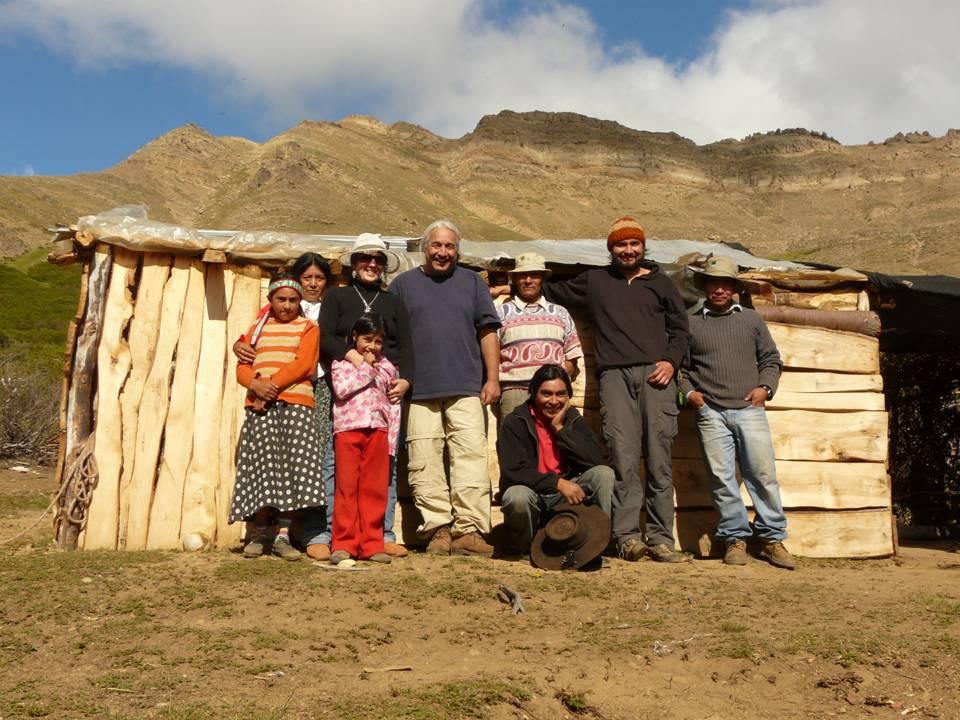
Pehuenche 2008

Die Pehuenche (auch in der deutschen Schreibweise Pewenchen) sind ein indigenes Volk Südamerikas, das oft zu den Mapuche gerechnet wird. Sie gehörten ursprünglich der Volksgruppe der Tehuelche an und lebten auf beiden Seiten der Anden. Das hauptsächliche Siedlungsgebiet auf der Ostseite der Kordillere lag im Nordwesten Patagoniens, vor allem in der heutigen argentinischen Provinz Neuquén. Auf der Westseite der Anden umfasste ihr traditionelles Siedlungsgebiet die Gebirgs- und Vorgebirgslandschaften etwa vom Vulkan Llaima im Süden bis zum Fluss Maule als äußerste Nordgrenze.
Der Name leitet sich von der indianischen Bezeichnung der Chilenischen Araukarie („Andentanne“) her, die auf Mapudungun, der Sprache der Mapuche, pewen heißt, in hispanisierter Schreibweise Pehuén. Pehuenche bedeutet demnach übersetzt „Tannenleute“ oder „Araukaner“, da sie sich vielfach von den Samen der Andentanne ernährten.
Seit dem Beginn des 17. Jahrhunderts kam es zur Vermischung mit den Mapuche, die immer häufiger über die Anden zogen, um im östlichen Gebirgsvorland Rinder und Pferde zu züchten (siehe auch: Araukanisierung). Dabei übernahmen die Pehuenche neben der Sprache auch die Pferdezucht bzw. die Reiterkultur der Mapuche. Um 1725 zogen auch die Pehuenche als kriegerische Reiter in die Pampa Argentiniens. Reste der ebenfalls araukanisierten Puelche-Indianer gingen zu dieser Zeit in den Pehuenchen auf.
Mapuchevölker beherrschten über lange Zeit Südchile und Patagonien und hinderten die spanischen Konquistadoren und später die chilenischen und argentinischen Kolonisatoren mehrere hundert Jahre lang in zähen und zum Teil sehr harten kriegerischen Auseinandersetzungen (Arauco-Krieg) an der Besiedlung des Gebietes südlich der Flüsse Biobío und Río Colorado. 1769 kam es zum so genannten Pehuenche-Aufstand, bei dem Pehuenche-Gruppen aus dem Raum östlich der Anden in das Gebiet am Río de La Laja in Chile vorstießen, wo 13 Jahre zuvor ein Abkommen zwischen Pehuenche und dem Gouverneur des Generalkapitanats Chile geschlossen worden war. Auch während der südamerikanischen Unabhängigkeitskriege kam es zu wechselnden Bündnissen einzelner Pehuenche-Gruppen mit der independentischen Andenarmee beziehungsweise mit den Truppen des spanischen Vizekönigs von Peru und den in den 1820er Jahren in Chile operierenden royalistischen Freischärlern. 1861 wurde das Gebiet auf der Westseite des Gebirgskammes von Chile annektiert und bis 1883 militärisch unterworfen und anschließend massiv durch europäische Einwanderer besiedelt, die zu erheblichen Teilen aus deutschsprachigen Ländern kamen und die Urbevölkerung relativ schnell zurückdrängten. Ostpatagonien wurde zwischen 1878 und 1881 in der so genannten Conquista del Desierto endgültig dem argentinischen Staat einverleibt. In der Endphase dieses argentinischen Indianerkriegs wurden 1882/83 auch die andinen und andennahen Regionen in Neuquén und im Süden der Provinz Mendoza mit den dort lebenden Pehuenche-Indianern unterworfen und ihre Siedlungsgebiete europäischen Siedlern erschlossen.
Heute leben im südlichen Teil Zentralchiles neben anderen Mapuche auch kleinere Bevölkerungsteile der Pehuenche.